# Heterusia clarimargo
Heterusia clarimargo là một loài bướm đêm trong họ Geometridae.